# Until the End of Time (Justin Timberlake-dal)
Az Until The End of Time egy pop/R&B műfajú dal, melyet Justin Timberlake, Timbaland és Danja szerzett. Ez az első kislemez Justin második stúdió albumának a Deluxe Kiadásáról, és a hatodik kislemez a FutureSex/LoveSounds albumról. A dal hivatalosan először 2007. június 5-én jelent meg, majd később a Beyoncéval készített duettváltozat november közepén. A dal albumváltozatában, a The Benjamin Wright Orchestra szerepel.

## A videóklip
A videóklip Justin FutureSex/LoveShowjának New York-i fellépése. A kisfilmben Justin saját maga kíséri zongorán a zenekart és beszélget a közönséggel. A végén Mike Scott gitározik.

## Verziók & remixek
- Eredeti albumverzió (5:23)
- Duett Beyoncéval (5:24)
- Duett Beyoncéval hangszerelve (5:06)
- Jason Nevins Extended Mix (7:20)
- Jason Nevins Mix-Show (5:43)
- Jason Nevins Dub (7:18)
- Johnny Vicious & DJ Escape Remix (8:36)
- Johnathan Peters Club Mix (8:51)
- Johnathan Peters Dub (8:50)
- Mike Rizzo Global Club Mix (7:31)
- Ralphi Rosario Big Dub (10:03)
- Ralphi Rosario Big Radio Edit (3:54)

## Helyezések
| Lista (2007)                        | Legfelső helyezés |
| ----------------------------------- | ----------------- |
| Euro Top 200                        | 230               |
| Svéd kislemezlista                  | 60                |
| USA Billboard Hot R&B/Hip-Hop Songs | 3                 |
| USA Billboard Hot 100               | 17                |
| USA Billboard Pop 100               | 36                |
| Entertainmenthit Top 40             | 4                 |